# SY-5000

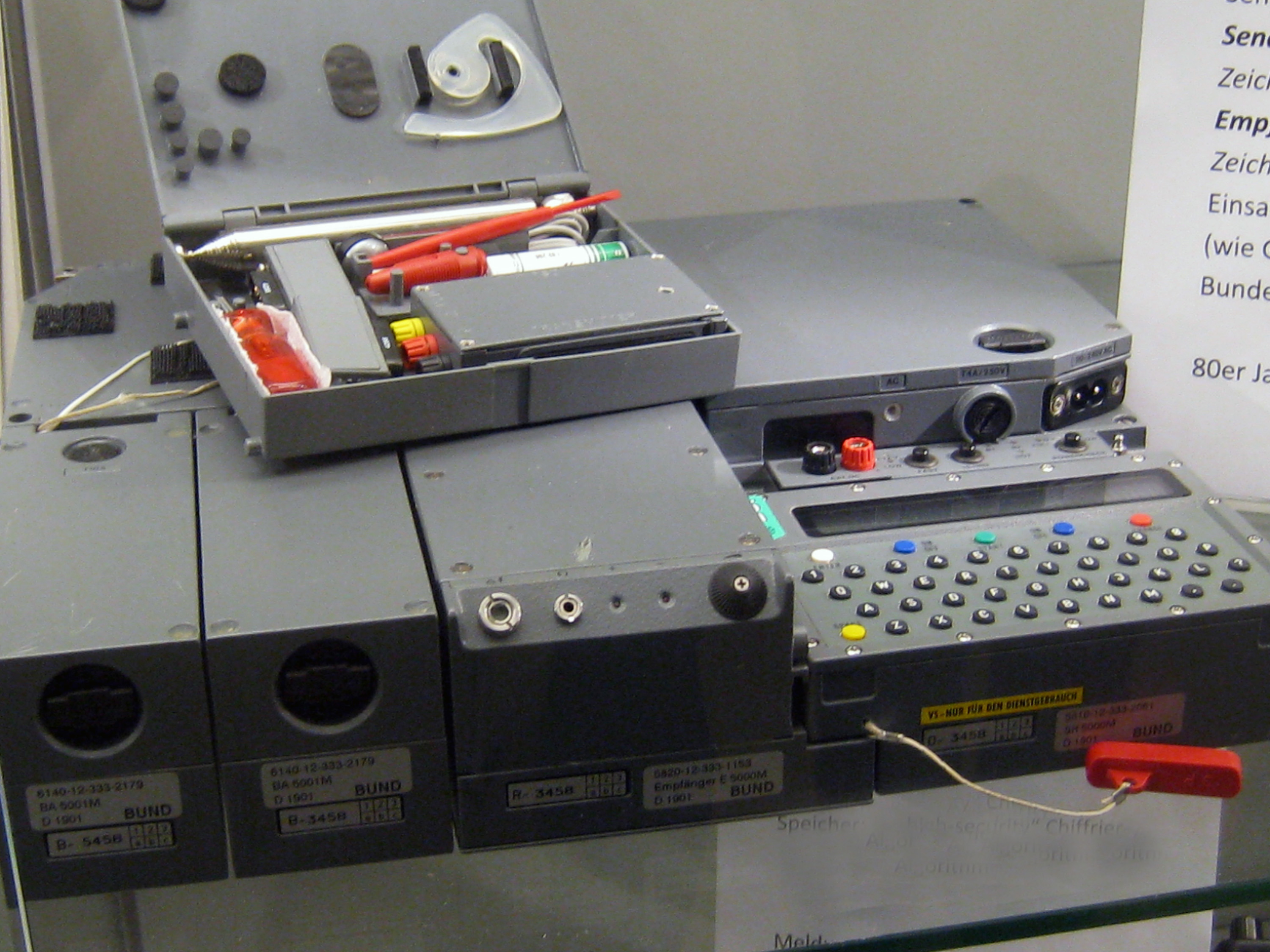
Funkstation der Bundeswehr

SY-5000 ist die Bezeichnung von Telefunken für ein militärisches digitales Daten-Kommunikationssystem zur Verwendung durch die europäischen Stay-behind-Organisationen. Es wurde mit dem Codenamen Harpoon bezeichnet. Die deutsche und amerikanische Bezeichnung war FS-5000 (Feldstation bzw. field station), auf Niederländisch war es als AZO-90 (Automatische ZendOntvanger 1990) bekannt.
Das SY-5000 kann auf Kurzwelle im Frequenzbereich 2 bis 29,999 MHz in 1-kHz-Schritten betrieben werden. Die maximale Ausgangsleistung des Sendemoduls S-5000 beträgt ca. 30 W PEP. Der integrierte Antennentuner ermöglicht die Anpassung von endgespeisten Langdrahtantennen verschiedener Längen. Das Speichermodul SR-5000 steuert die gesamte Anlage und beinhaltet den Mikroprozessor mit dem EPROM der die Betriebssoftware enthält sowie weitere Peripheriebausteine. Es dient sowohl der Eingabe der Sende- und Empfangsfrequenzen als auch der Speicherung und Verschlüsselung von bis zu 10 Texten und ermöglicht gleichzeitig die Dekodierung und Darstellung empfangener Texte.
Es wurde Anfang der 1980er-Jahre von AEG-Telefunken entwickelt. Nach Fertigstellung 1985 wurde das System bis 1990/91 schrittweise einsatzbereit. Stationiert wurden FS-5000-Einheiten nicht nur in Kontinentaleuropa (NATO-Staaten und z. B. der Schweiz), sondern auch auf den britischen Inseln, die als Anlaufstelle von Exilregierungen im Ernstfall vermutet werden, und in den USA.
Das aktenkoffergroße SY-5000 besteht aus maximal sieben einzelnen Einheiten in Aluminiumgehäusen, die modular zusammengesetzt wurden. Der Empfänger kann auch autark mit einem 14,4-V-Nickel-Cadmium-Akkumulator betrieben werden. Die Komponenten sind gegen Erschütterung, Nässe usw. geschützt. Das System arbeitet mit schneller verschlüsselter Datenübertragung, nicht mehr im Morse-Code wie früher üblich. Eine Meldung mit ca. 60 Zeichen wurde in weniger als 1 s übertragen und erschwerte somit erheblich die Peilung durch die gegnerische Funkaufklärung.
Nachfolgemodell ist das ab 1997 eingeführte HRM-7000 von Telefunken, ein verbreitetes Vorgängermodell das PRM-4150 von Racal. Die Stay-behind-Organisationen wurden nach offiziellen Angaben bis 1992 aufgelöst. Einige der dadurch obsoleten Geräte wurden modifiziert und, als „FS-5000M“ bezeichnet, in Deutschland etwa bei den Fernspähern der Bundeswehr speziell zu Ausbildungszwecken weiterverwendet, bis sie schrittweise durch das HRM-7000 ersetzt und letztendlich ausgemustert wurden.